# José Benincasa
José Pedro Benincasa (Uruguay) fue un futbolista uruguayo. Jugaba de defensa y era hermano del también futbolista Miguel Benincasa.

## Clubes
| Club           | País      | Año       | Partidos |
| -------------- | --------- | --------- | -------- |
| River Plate FC | Uruguay   | 1908-1914 | ?        |
| Boca Juniors   | Argentina | 1916      | 9        |
| Peñarol        | Uruguay   | 1917-1931 | 318      |

## Selección nacional
Ha sido internacional con la selección de Uruguay en 41 encuentros. Su debut fue en 1910 contra su similar argentino.

## Palmarés

### Campeonatos nacionales
| Título                        | Club           | País    | Año  |
| ----------------------------- | -------------- | ------- | ---- |
| Campeonato Uruguayo           | River Plate FC | Uruguay | 1908 |
| Campeonato Uruguayo           | River Plate FC | Uruguay | 1910 |
| Campeonato Uruguayo           | River Plate FC | Uruguay | 1913 |
| Campeonato Uruguayo           | River Plate FC | Uruguay | 1914 |
| Campeonato Uruguayo           | Peñarol        | Uruguay | 1918 |
| Campeonato Uruguayo           | Peñarol        | Uruguay | 1921 |
| Torneo de la FUF              | Peñarol        | Uruguay | 1924 |
| Torneo del Consejo Provisorio | Peñarol        | Uruguay | 1926 |
| Campeonato Uruguayo           | Peñarol        | Uruguay | 1928 |

### Torneos internacionales
| Título                 | Club    | País    | Año  |
| ---------------------- | ------- | ------- | ---- |
| Copa de Honor Cusenier | Peñarol | Uruguay | 1918 |